# Phaenocarpa huronensis
Phaenocarpa huronensis är en stekelart som beskrevs av Fischer 1974. Phaenocarpa huronensis ingår i släktet Phaenocarpa och familjen bracksteklar. Inga underarter finns listade i Catalogue of Life.